# Bisdom Sainte-Anne-de-la-Pocatière
Het bisdom Sainte-Anne-de-la-Pocatière (Latijn: Dioecesis Sanctae Annae Pocatierensis) is een rooms-katholiek bisdom met als zetel Sainte-Anne-de-la-Pocatière, in Canada. Het bisdom is suffragaan aan het aartsbisdom Québec. 

## Geschiedenis
Het bisdom werd opgericht op 23 juni 1951, uit delen van het aartsbisdom Québec.  

## Parochies
Het bisdom had in 2020 een oppervlakte van 9.623 km2 en telde 90.872 inwoners waarvan 94,4% rooms-katholiek was.

## Bisschoppen
- Bruno Desrochers (13 juli 1951 - 24 mei 1968)
  - Louis Joseph Jean Marie Fortier (hulpbisschop: 15 november 1960 - 19 januari 1965)
- Charles Henri Lévesque (17 augustus 1968 - 24 november 1984; hulpbisschop sinds 18 oktober 1965)
- André Gaumond (31 mei 1985 - 16 februari 1995)
- Clément Fecteau (10 mei 1996 - 18 oktober 2008)
- Yvon-Joseph Moreau (18 oktober 2008 - 8 december 2017)
- Pierre Goudreault (8 december 2017 - heden)

Québec (aartsbisdom) · Chicoutimi · Sainte-Anne-de-la-Pocatière · Trois-Rivières